# Polygala edmundii
Polygala edmundii är en jungfrulinsväxtart som beskrevs av Chod.. Polygala edmundii ingår i släktet jungfrulinssläktet, och familjen jungfrulinsväxter. Inga underarter finns listade i Catalogue of Life.